# Sharp PC-1500

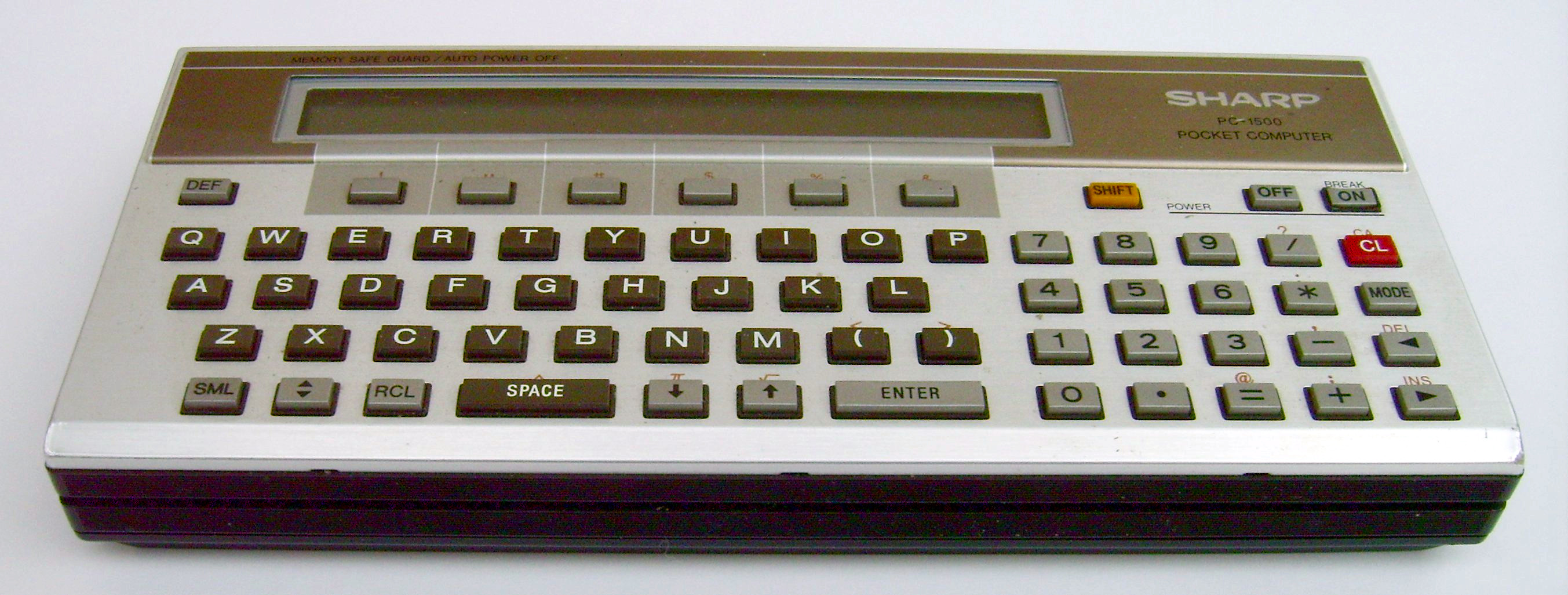
Sharp PC-1500-Taschencomputer

Der Sharp PC-1500 war ein Taschencomputer (englisch pocket computer), der 1982 mit einer 8-Bit-CPU, LH5801 (ähnlich der Zilog Z80, allerdings leistungsfähiger und in CMOS-Technologie) und 2 KB eingebautem Arbeitsspeicher auf den Markt kam. Die Programmiersprache war BASIC, außerdem besaß er zahlreiche eingebaute wissenschaftliche Funktionen.
Der ursprüngliche Hersteller war Sharp, in den USA wurde der PC-1500 aber unter dem Namen „Tandy Pocket Computer“ (TRS-80 PC-2) von der RadioShack-Gruppe vermarktet. Das Nachfolgemodell war der PC-1500A, dieser war billiger und verfügte über 8 kB Speicher. Es waren auch einige Zusatzgeräte erhältlich, beispielsweise Speichererweiterungsmodule CE-155 mit 8 KB oder CE-161 mit 16 KB.

## Technische Daten
- Einzeilige, alphanumerische LCD-Anzeige mit 26 Zeichen, mit 156×7 Pixel zur grafischen Anzeige
- Eingebauter Piezolautsprecher
- Eingebautes Uhrenmodul
- Fach für ein Speichererweiterungsmodul
- Systembus-Erweiterungsschnittstelle (für Drucker etc.)
- Batterieschacht für 4 × Mignonzellen (Typ AA)
- Anschluss für ein externes Netzteil (EA-150)

## Liste optionaler Erweiterungen
- CE-150: 4-Farb-Drucker/Plotter mit Kassetteninterface, mobil einsetzbar dank eingebauter Akkus. Als Zubehör für den zum PC-1500 baugleichen PTA-4000 von Híradástechnika auch "KA-160" genannt.
- CE-151: 4-KB-RAM-Speichermodul ungepuffert
- CE-152: Kassettenrekorder (zum externen Speichern von Programmen und Daten)
- CE-153: "Software Board": ein über ein breites Kabel anschließbares externes Eingabetablett mit ca. 140 berührungsempfindlichen Feldern, die durch eine Auflegefolie beschriftet werden können.
- CE-154: Spezialkoffer mit passgenauen Fächern für einen PC-1500 mit CE-150, einem CE-152 und einem CE-153, nebst allen zugehörigen Netzteilen und Kabeln
- CE-155: 8-KB-RAM-Speichermodul ungepuffert
- CE-156: Tonbandkassette mit Software für Katakana-Unterstützung (belegt beim Laden Platz im PC-1500)
- CE-157: Modul mit 4-KB-RAM plus ROM mit Software für Katakana-Unterstützung (belegt kaum Platz im PC-1500)
- CE-158: Seitlich ansteckbares "Communication Dock": (RS-232C)- und Parallelschnittstelle, mit 4 eingebauten eingeschweißten NiCd-Akkus (AA) als zusätzliche Stromversorgung für den Computer.
- CE-159: 8-KB-RAM-Speichermodul mit Pufferbatterie CR2032 (das Speichermodul kann daher ohne Datenverlust aus dem PC-1500 herausgenommen und später wieder eingesetzt werden)
- CE-160: 8-KB-RAM-Speichermodul (netto 7,6 KB) mit Pufferbatterie CR2032, permanent schreibgeschützt, kann nur mittels CE-165 beschrieben werden.
- CE-161: 16-KB-RAM-Speichermodul mit Pufferbatterie CR2032
- CE-162E: Parallelschnittstelle und Kassetteninterface
- CE-163: 32-KB-RAM-Speichermodul mit Pufferbatterie CR2032, organisiert als zwei 16-KB-RAM-Bänke, die per Bankswitching umgeschaltet werden können.
- CE-165: Spezialgerät mit mehreren Speichermodul-Sockeln, zum Beschreiben von bis zu 16 CE-160 gleichzeitig

## Varianten
- Sharp PC-1500 Japanisch
- Sharp PC-1500 Japanisch blau
- Sharp PC-1500
- Sharp PC-1500 RP2 Brazil
- Sharp PC-1500A, mit 5 KB mehr Speicher
- Sharp PC-1501 (Japanisch PC-1500A)
- PTA-4000 (Ungarisch PC-1500)
- PTA-4000+16 (Ungarisch PC-1500 mit 16Kb Intern)
- Tandy PC-2

## Emulatoren
Mit dem SHARP PC-1500A Emulator und dem PockEmul kann  man einen PC-1500A emulieren.